# حريق نادي كوليكتيف
حريق نادي كوليكتيف (بالإنجليزية: Colectiv nightclub fire) هو حريق ضخم حدث في نادي كوليكتيف الليلي في 30 أكتوبر 2015 في مدينة بوخارست عاصمة رومانيا، وأودى بحياة 34 شخص وأصيب فيه 160 شخص آخر، ويشار بأن الحريق إندلع أثناء احتفال فرقة الميتال غودباي تو غرافيتي بألبومها الجديد، ولا تزال أسباب الحريق مجهولة  وقد أعلن حداد رسمي بسبب هذا الحريق، كما خرجت مظاهرات تطالب باستقالة رئيس وزراء رومانيا فيكتور بونتا وهو ما فعله بالفعل في يوم 4 نوفمبر 2015.